# Copidozoum planum
Copidozoum planum är en mossdjursart som först beskrevs av Walter Douglas Hincks 1880.  Copidozoum planum ingår i släktet Copidozoum och familjen Calloporidae. Inga underarter finns listade i Catalogue of Life.